# Frazionamento azionario
Il frazionamento azionario (in inglese stock split), consiste nel frazionamento del capitale sociale con la conseguente sostituzione da parte dell'impresa delle proprie azioni con altre di valore nominale inferiore, senza aumento di capitale e secondo un rapporto proporzionale. Ogni azionista avrà, senza dover sborsare alcuna cifra, un maggior numero di nuove azioni, ciascuna di valore nominale inferiore alle vecchie azioni, ma con un valore totale invariato.
Solitamente una società procede a una frazionamento azionario quando ogni singola azione ha raggiunto un valore troppo elevato per poter essere acquistato agevolmente dal pubblico e dai piccoli investitori.

## Esempi

### Esempio fittizio
Una società decide di voler frazionare il proprio azionariato secondo un rapporto di "4 per 1".
A ogni azionista verrà pertanto scambiata ogni sua azione per 4 azioni dal valore ciascuna di un quarto rispetto a quella originale, per un valore totale invariato.

### Esempio reale: Apple Inc.
Apple nel corso della sua quotazione in borsa (nome della quotazione: AAPL) è proceduta cinque volte a frazionare il proprio azionariato:
| Data             | Rapporto |
| ---------------- | -------- |
| 6 giugno 1987    | 2 per 1  |
| 21 giugno 2000   | 2 per 1  |
| 28 febbraio 2005 | 2 per 1  |
| 9 giugno 2014    | 7 per 1  |
| 31 agosto 2020   | 4 per 1  |

Un'azione AAPL del 1985, ad esempio, oggi equivale a 224 azioni AAPL di oggi (un'azione del 1985 = un'azione di oggi x 4 x 7 x 2 x 2 x 2).

### Laridenominazionedelle valute nazionali
L'evento equivalente del frazionamento dell'azionariato (o l'inverso) nell'ambito delle valute si definisce ridenominazione.
Il Dollaro australiano fu introdotto nel febbraio 1966 per sostituire la Sterlina australiana, con un rapporto di 2 nuovi Dollari per una vecchia Sterlina.
Un'importante ridenominazione è stata quella attuata nel 1999 dall'Unione Monetaria Europea sulle valute nazionali che allora ne facevano parte.
Se invece la procedura viene eseguita a seguito di un periodo di alta inflazione, allora si parla di "tagliare gli zeri" e il rapporto è solitamente molto maggiore di 1:1, come avvenne per il Leu rumeno nel 2005. Famosi sono gli esempi dell'iperinflazione della Germania di Weimar del 1923, quando venne introdotto il Rentenmark che era equivalente a 1 miliardo di Papiermark, o di quella dello Zimbabwe della seconda metà degli anni 2000, quando il Dollaro zimbabwese subì 3 ridenominazioni in appena 4 anni, per poi essere dismesso a favore di bond statali e valute straniere.
In Italia dal 1984 al 1990 si iniziò a ideare un progetto, denominato Lira pesante, per adeguare il valore nominale della valuta nazionale a quello degli altri paesi europei occidentali: l'idea era quella di sostituire una Nuova Lira per ogni 1.000 vecchie Lire, in modo da eliminare tre zeri da tutta la contabilità. Il progetto alla fine fu bocciato.